# Cheilinus orientalis
 Cheilinus orientalis és una espècie de peix de la família dels làbrids i de l'ordre dels perciformes.

## Morfologia
Els mascles poden assolir els 15 cm de longitud total.

## Distribució geogràfica
Es troba des de les Illes Moluques (Indonèsia) fins a Samoa, les Illes Ryukyu, les Carolines, les Illes Marshall i les Illes Mariannes.